# Suchostrzygi
Suchostrzygi (kaschubisch Sëchostrzëgé, deutsch Lunau) ist ein ehemaliges Dorf im Powiat Tczewski (Dirschau) der Woiwodschaft Pommern, Polen. 1952 nach Tczew eingemeindet, ist es heute mit rund 20.000 Einwohnern sein größter Stadtteil. Suchostrzygi befindet sich in der ethnokulturellen Region Kociewie in der historischen Region Pommerellen.

## Geographische Lage
Suchostrzygi wurde an der Stelle eines Dorfes errichtet, das bereits im 14. Jahrhundert existierte. Die Motława-Quellen befinden sich in der Nähe von Suchostrzygi. Früher war es ein periodisch fließender Fluss, daher wurde er auf Polnisch Suchostrzygi genannt, und die Siedlung am Fluss ist heute Suchostrzygi. Der Fluss Motława fließt derzeit auf den Wiesen zwischen dem Anwesen und dem Dorf Zajączkowo.
Zu Suchostrzygi gehören diese Wohnsiedlungen:
- Osiedle Suchostrzygi
- Osiedle Suchostrzygi II
- Osiedle Prątnica
- Osiedle Bajkowe
- Malinowo

## Geschichte

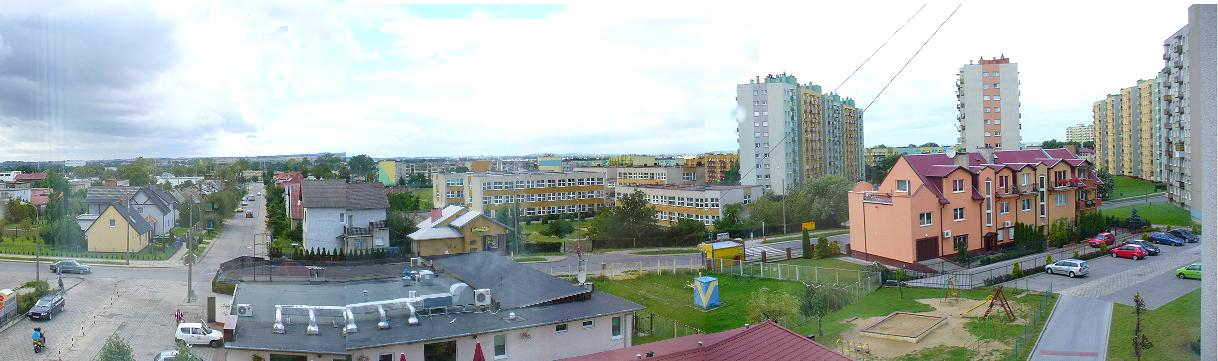
Panorama von Suchostrzygi

Suchostrzygi/Lunau war ein königliches Dorf der polnischen Krone, das heute administrativ im Landkreis Tczew in der Woiwodschaft Pommern liegt.
1309 gelangte Pommerellen in den Besitz des Deutschen Ordens und somit zum Deutschordensstaat Preußen, der das Gebiet 1466 als Königliches Preußen an die Krone Polens abtreten musste. Von der Reformation blieb dieser Teil Pommerellens weitgehend unbeeinflusst, lediglich einige Mennoniten siedelten ab dem 17. Jahrhundert in der Gegend, sie verließen aber Westpreußen zwischen 1772 und 1870 wieder.
In einer polnisch geschriebenen Familiengeschichte der Czegenberg von 1604/06 wird berichtet, dass Augustin von Czegenberg 1338 sein Gut Zajączkowo (= Liebenhof) an den Orden vertauscht und dafür Lunau/Suchostrzygi bei Dirschau erhalten habe, das in der Folge eines der Hauptgüter der Czegenberg blieb und nach dem sich einzelne Zweige der Familie auch benannt haben.
In seinem Beitrag über die Polonisirung des Landes erwähnt der Heimatforscher Bernhard Stadie beide Ortsnamen:

„So nennen sich die Bautzendorf Kensowski, die Biber Palubicki, die v. Bystram nach Zaionskowo d. i. Liebenhoff Zajonczkowski, die Zieger oder Czegenberger nach dem Orte Lunau oder nach dem polnische[n] Namen des Orts Suchostrzygi Suchotrzyski …“

1772 kam Suchostrzygi/Lunau vom Königlichen Preußen zum Königreich Preußen. 1780 lebten 117 Katholiken und 382 Evangelikale im Dorf.
Die Tatsache, dass es in Suchostrzygi bereits seit 1818 eine Schule gegeben hat, wird in einer kleinen Publikation von Roman Landowski erwähnt. 63 Schüler (darunter 42 des katholischen Glaubens) wurden von einem evangelischen Lehrer unterrichtet.
Im Zeitraum 1830–1841 lief ein Klageverfahren der »Höhischen Ortschaften« Dirschau, Lunau, Czattkau, Mühlbanz, Schönwarling, Stargenberg und Praust (Tczew, Cezatkowy, Miłobądz, Skowarcz und Pruszcz) gegen das Deichkollegium des Stüblauer Werders wegen des Baus der neuen Dämme zu Güttland (Koźliny) und Gemlitz (Giemlice).
Ein Friedhof für 26 Soldaten der österreichisch-ungarischen Monarchie, Tschechen, Polen, Ungarn, Österreicher und Ukrainer, wurde 1866 in Suchostrzygi angelegt. Sie waren während des preußisch-österreichischen Krieges als Kriegsgefangene nach Suchostrzygi gekommen und an der Cholera-Epidemie gestorben, die von Juli bis September 1866 im preußischen Lager grassiert hatte. 1888 wurde der Friedhof renoviert und erhielt einen Obelisken. Die Einweihung des Friedhofs fand am 2. Dezember 1888 anlässlich des 40. Jahrestages der Thronbesteigung des österreichisch-ungarischen Kaisers Franz Joseph I. statt.
Ein Moorfund bei Suchostrzygi/Lunau lieferte 1879 eine bronzezeitliche Lanzenspitze mit Tülle von Bronze und einem eisernen Dolch, die mit der Lausitzer Kultur (mittlere Bronzezeit) in Zusammenhang gebracht wird.
Der Kreis Dirschau gliederte sich im Jahr 1905 in die Landgemeinden und selbstständige Gutsbezirke. Er bestand am 1. Dezember 1905 aus einer Stadtgemeinde (Dirschau), 30 Landgemeinden und 50 Gutsbezirken. Die Zahl der Einwohner von Suchostrzygi betrug am 1. Dezember 1905 824.
Zu Beginn des Jahres 1920, nach dem Ersten Weltkrieg, wurde der so genannte Polnischer Korridor aufgrund der Bestimmungen des Versailler Vertrags an Polen abgetreten. Nach dem Inkrafttreten des Versailler Vertrages am 20. Januar 1920 gehörte der Kreis Dirschau nunmehr als Tczew der polnischen Republik an. Laut der Volkszählung von 1921 lebten am 1. Oktober 1921 in Suchostrzygi 845 Menschen: 763 Polen und 82 Deutsche.
Zum 1. Juli 1952 wurde Suchostrzygi nach dem 2 km südöstlich gelegenen Tczew eingemeindet. Im Zeitraum 1975–1998 gehörte Tczew zur Woiwodschaft Danzig.

## Wirtschaft und Infrastruktur

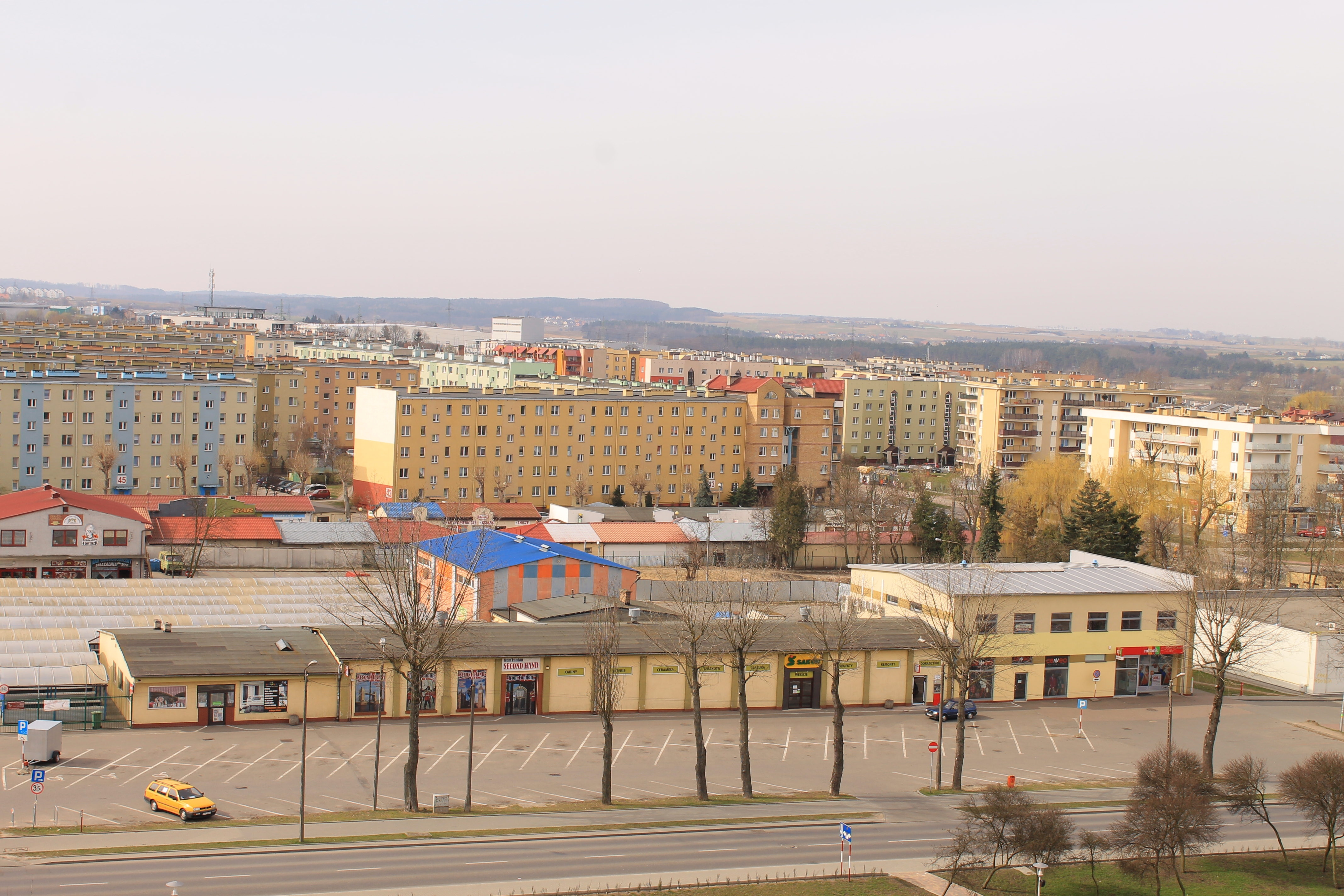
Blick über Suchostrzygi, 2017

Suchostrzygi ist ein stark urbanisiertes, großes Wohn-, Gewerbe- und Industriegebiet. Es gibt Banken, Bekleidungsgeschäfte für Unternehmen usw. Im südlichen Teil des Stadtteils gibt es eine Subzone der pommerschen Sonderwirtschaftszone und Industriegebiete des liquidierten Unternehmens Unimor. Der Suchostrzygi-Bezirk besteht größtenteils aus vier- und zehnstöckigen Blöcken, deren Bau in der zweiten Hälfte der 1970er und 1980er Jahre erfolgt ist. Das Prątnica-Stadtviertel (erste Gebäude aus den 1960er Jahren) umfasst meistens Einfamilienhäuser, während das Stadtviertel Bajkowe in den letzten Jahren des 20. Jahrhunderts im ehemaligen Dorf Piotrowo erbaut wurde. Dieses Stadtviertel verfügt über ein großes Wohnpotential, das sich ständig weiterentwickelt und moderne Wohnungen schafft. Malinowo ist der nordöstliche Teil des Suchostrzygi-Komplexes, der auf dem Gebiet eines ehemaligen Stadtviertels, später eines gleichnamigen Dorfes, gegründet wurde. 
Von den 1960er Jahren bis Ende der 1990er Jahre gab es eine Obst- und Gemüsefabrik Malinowo (ein weitläufiger Gewächshauskomplex), in der sich heute große Gewerbeflächen befinden.

## Religionsgemeinschaften
- Lateinische Kirche:

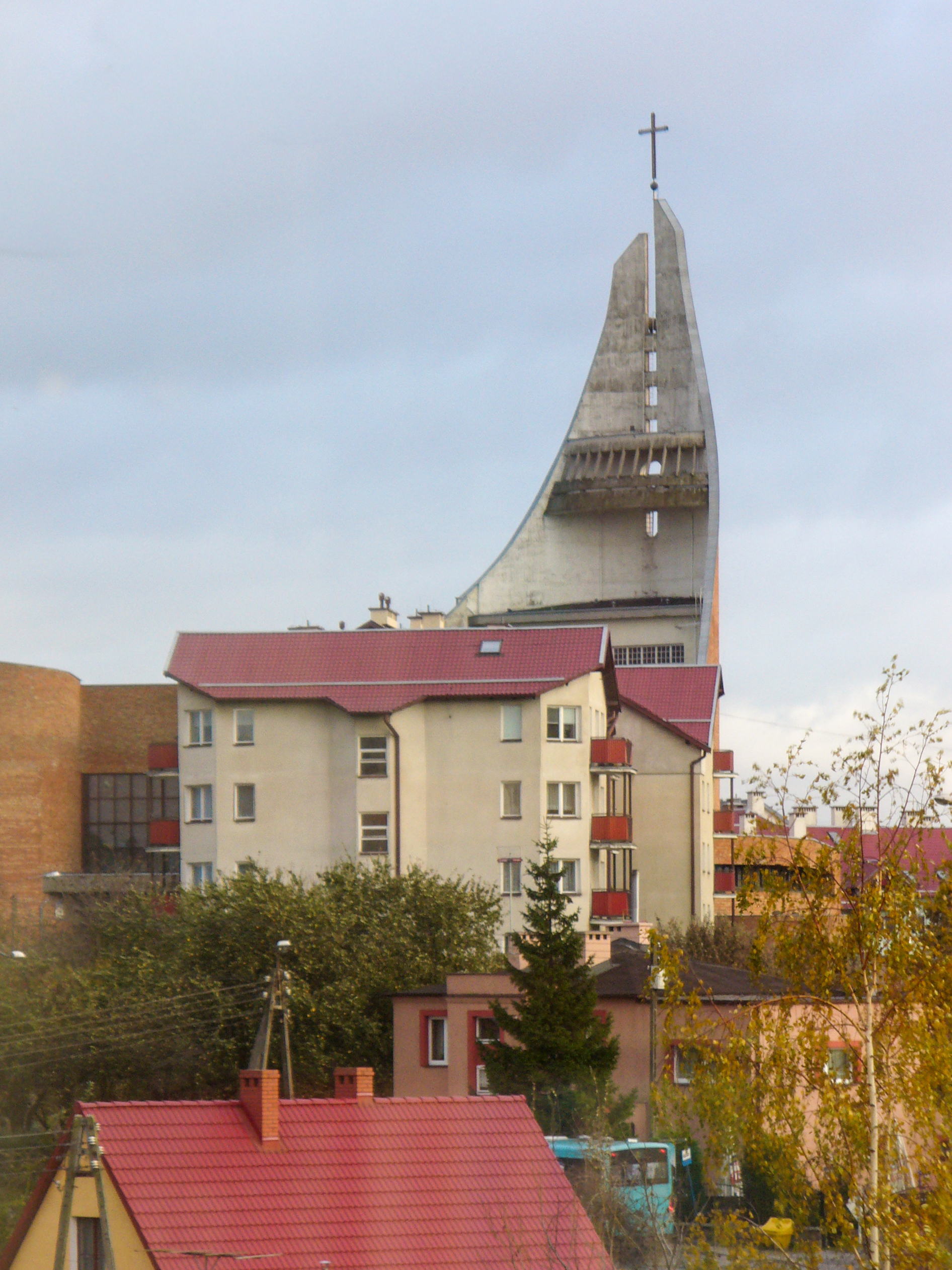
Die Kirche Najświętszej Maryi Panny Matki Kościoła (Jungfrau Maria, Mutter der Kirche)

- Parafia Najświętszej Maryi Panny Matki Kościoła
- Parafia Jezusa Chrystusa Króla Wszechświata

Es gibt auch den Papieski-Platz in Suchostrzygi mit der Statue von Johannes Paul II. im Ortsmittelpunkt.
- Zeugen Jehovas:

- Kirche Tczew-Suchostrzygi

## Schulwesen
Diese Schulen stehen für den Unterricht zur Verfügung:
- II Liceum Ogólnokształcące im. Jana III Sobieskiego
- Szkoła Podstawowa nr 4 im. Kardynała Stefana Wyszyńskiego (wcześniej jako Gimnazjum nr 3 im. Kardynała Stefana Wyszyńskiego)
- Szkoła Podstawowa nr 8 im. św. Wojciecha (wcześniej im. Obrońców Westerplatte)
- Szkoła Podstawowa nr 12 im. Bronisława Malinowskiego

## Persönlichkeiten
- Augustin von Czegenberg (Awstin von der Lunaw), Landrichter des Kulmerlandes auf Lunau, 13. Jhdt.
- Bruno Kurowski (1879–1944), Zentrumspolitiker in der Freien Stadt Danzig, auf dem Friedhof in Suchostrzygi beerdigt
- Reinhold Gobert (1893–1945), Hauptlehrer zu Lunau, Sippenforscher, vermisst seit 1945, am 23. März 1945 in Danzig letztmals gesehen[13]